# Willem Derby
Willem Derby (Ierland, ca. 1505 - Brugge, 1544) was een Brugs kunstschilder.

## Levensloop
Over de eerste levensjaren van Willem Derby is enkel geweten dat hij in Ierland werd geboren en rond 1525 het Kanaal overstak om zich in Brugge te vestigen. Hij trouwde in 1535-36 met Catharine de Ghezelle († ca. 1553), weduwe van de kunstschilder Albert Cornelis (†1531). Ze had drie kinderen uit dit eerste huwelijk, maar het huwelijk met Derby bleef kinderloos.
Op welke datum hij lid werd van het ambacht van de beeldenmakers en schilders werd niet teruggevonden, maar dat hij er lid van was is een zekerheid, aangezien hij in 1539-1540 en 1541-1542 in het bestuur werd opgenomen, in de functie van 'tweede vinder'. Hij was trouwens al in een akte vermeld in 1535, als Willem Derby, de schildere, omtrent XXX jaren. Hij was toen dus waarschijnlijk al meester-schilder en behoorde tot de talrijke generatie van schilders die, na de hoogtepunten van de Vlaamse Primitieven, de Brugse schildersschool vormden, met Pieter Pourbus als voornaamste vertegenwoordiger.
Vanaf 1533 was Derby eigenaar van een woonhuis in de Vlamingdam, gelegen naast het Jonghof van de gilde van kruisboogschutters Sint-Joris en tegenover het huis waar Hans Memling had gewoond. Het lag dus binnen het uitgebreide schilderskwartier in de Sint-Gilliswijk.
Over schilderwerk van zijn hand is er tijdens zijn leven niets bekend. Men weet alleen dat zijn weduwe in 1550 het drieluik De aanbidding der Wijzen aan de kerk van de Potterie verkocht, waar het nog steeds bewaard wordt. Weduwe de Ghezelle verkocht ook nog andere schilderijen en huurde zelfs een tijd een standplaats op de Brugse jaarmarkten om er schilderijen te verkopen. Het ging om werken die zowel van haar eerste als van haar tweede echtgenoot konden zijn, en die later niet konden geïdentificeerd worden. Dit bracht goed op, want ze was in de mogelijkheid om een tweede huis aan te kopen in de Vlamingdam, gelegen naast het huis waar Lanceloot Blondeel had gewoond.